# L’anima del filosofo
L’anima del filosofo ossia Orfeo ed Euridice (Hob. XXVIII:13) ist eine Opera seria (Originalbezeichnung: „Dramma per musica“) in vier oder fünf Akten von Joseph Haydn (Musik) mit einem Libretto von Carlo Francesco Badini nach dem 9. und 10. Buch der Metamorphosen des Ovid. Haydn komponierte sie 1791. Die in London geplante Aufführung wurde jedoch abgesagt. Die Uraufführung fand erst am 9. Juni 1951 im Teatro della Pergola in Florenz statt.

## Handlung
Die folgende Inhaltsangabe basiert auf dem Libretto in der Beilage zur CD Orfeo C 262 932 H (Dirigent: Leopold Hager), dem auch die Bildüberschriften entnommen sind.

### Erster Akt
Furchterregender Gebirgswald
Szene 1. Euridice, die auf Befehl ihres Vaters Creonte mit Arideo verheiratet werden soll, obwohl sie Orfeo liebt, ist geflohen. Zu Beginn der Oper irrt sie verzweifelt durch einen düsteren Wald (Accompagnato Euridice: „Sventurata che fo“). Einige Gefolgsleute ihres Vaters warnen sie vor den gefährlichen Bewohnern dieser Gegend (Chor und Euridice: „Ferma, ferma il piede principessa“). Als tatsächlich Ungeheuer auftauchen, geht sie ihnen furchtlos entgegen, da der Tod ihren Schmerz nur lindern kann (Accompagnato und Arie Euridice: „Che chiedate da me“ – „Filomena abbandonata“). Die Wilden ergreifen sie, um sie in einem blutigen Ritual zu opfern.
Szene 2. Die Gefolgsleute rufen Orfeo zu Hilfe. Dem gelingt es, die Ungeheuer mit seinem Gesang so sehr zu rühren, dass sie Euridice loslassen und sich zurückziehen (Accompagnato und Arie Orfeo: „Rendete a questo seno“ – „Cara speme“). Die Gefolgsleute zeigen sich davon zutiefst beeindruckt (Chor: „O poter dell’armonia“).
Creontes Königspalast
Szene 3. Die Gefolgsleute berichten Creonte von der Rettung seiner Tochter durch Orfeo. Sie weisen ihn darauf hin, dass er dem Sänger ihre Hand nun nicht mehr verweigern könne. Creonte sieht ein, dass das Schicksal seine Pläne durchkreuzt hat (Arie Creonte: „Il pensier sta negli oggetti“).
Vor dem Königspalast
Szene 4. Creonte gibt dem Paar seinen Segen, und die beiden besingen ihre Liebe, die weder das Schicksal noch der Tod ändern könne (Duett Orfeo/Euridice: „Come il foco allo splendore“).

### Zweiter Akt
Idyllische Landschaft
Szene 1. Amoretten raten Orfeo und Euridice, die Liebe zu genießen, solange es geht (Chor der Amoretten: „Finchè circola il vigore“). Die beiden nehmen sie beim Wort (Accompagnato Euridice/Orfeo: „Numi, che ascolta“), bis sie von Lärm in der Ferne aufgeschreckt werden. Orfeo entfernt sich, um nach der Ursache zu schauen.
Szene 2. Während Euridice wartet, erscheint ein Krieger Arideos und versucht, sie zu entführen. Sie kann ihm zwar entkommen, wird bei der Flucht aber von einer Schlange gebissen und stirbt. Ihre letzten Gedanken gelten Orfeo (Accompagnato und Arie Euridice: „Dov’è“ – „Del mio core il voto estremo“). Der Entführer zieht sich zurück – nicht ohne ihrem „treulosen Vater“ Rache zu schwören.
Szene 3. Orfeo findet entsetzt die Leiche seine Geliebten (Accompagnato und Arie Orfeo: „Dov’è quell’alma audace“ – „In un mar d’acerbe pene“).
Königspalast
Szene 4. Einer seiner Gefolgsleute informiert Creonte über den Tod seiner Tochter und Arideos Drohung. Creonte vertraut auf sein mächtiges Schwert, das er einst von Astraea, der Göttin der Gerechtigkeit, erhalten hat, und lässt mobilmachen (Arie Creonte: „Mai non fia inulto“).

### Dritter Akt
An Euridices Bahre
Szene 1. Jungfrauen und Männer beklagen Euridices Tod und Orfeos Leid (Chor: „Ah sposo infelice“). Orfeo ruft die Natur auf, mit ihm zu weinen.
Königspalast
Szene 2. Creonte sorgt sich über Orfeo, der vor Schmerz wie von Sinnen scheint (Arie Creonte: „Chi spira e non spera d’amar e gioira“).
Eingang zur Unterwelt
Szene 3. Entschlossen, Euridice von den Toten zurückzuholen, ruft Orfeo die Sibylle an, die Hüterin der Geheimnisse des Himmels. Ein Genius erscheint und fordert ihn auf, ihm zu folgen. Orfeo solle nicht weiter klagen, sondern Trost in der Philosophie suchen. Wenn es ihm gelinge, sein Begehren zu mäßigen, werde er Euridice wiedersehen (Arie Genius: „Al tuo seno fortunato“).
Szene 4. Orfeo ist zuversichtlich, die Herausforderung meistern zu können. Der Chor mahnt ihn, die Gerechtigkeit im Herzen zu bewahren (Chor: „La giustizia in cor regina“).

### Vierter Akt
Die Unterwelt
Szene 1. Orfeo trifft auf eine Gruppe klagender Geister (Chor: „Infelice ombre dolenti“). Der Genius erklärt ihm, dass es ihnen für hundert Jahre untersagt sei, den Strom des Vergessens zu überqueren. Dennoch werde Charon sie beide in seinem Nachen an das andere Ufer bringen. Furien lassen ihr Geheul hören (Chor der Furien: „Urli orrendi disperati“).
Am Tor des Hades
Szene 2. Orfeo appelliert an das Mitgefühl Plutones, des Herrn der Unterwelt. Der Chor unterstützt ihn dabei (Chor: „Trionfi oggi pieta ne compe inferni“). Daraufhin verspricht Plutone ihm die Rückkehr seiner geliebten Gattin.
Die Elysischen Gefilde
Szene 3. Nach einem instrumentalen Intermezzo kündet der Genius das Nahen Euridices an. Er und der Chor erinnern Orfeo an die Bedingung, dass er sein Verlangen zügeln müsse und sie nicht anblicken dürfe (Chor: „Son finite le tue pene“). Als Euridice tatsächlich eintrifft, schaut er ihr jedoch in die Augen und verliert sie sogleich wieder. Auch der Genius verlässt ihn.
Unterwelt
Szene 4. Orfeo leidet zutiefst unter dem erneuten Verlust seiner Geliebten (Accompagnato und Arie Orfeo: „Perduto un altra volta“ – „Mi sento languire“).

### [Fünfter Akt]
Meeresstrand
Bacchantinnen versuchen, Orfeo zu einem Leben voller Vergnügungen zu verführen (Chor der Bacchantinnen: „Vieni, vieni amato Orfeo“). Orfeo jedoch entsagt der Liebe und allen menschlichen Freuden, um seine restlichen Tage im Elend zu verbringen. Daraufhin reichen ihm die Bacchantinnen einen Becher mit dem „Nektar der Liebe“, der ihm die Glückseligkeit zurückgeben soll (Chor: „Bevi, bevi in questa tazza“). Der Trank ist jedoch vergiftet, und Orfeo stirbt. Die Bacchantinnen geraten in Raserei. Sie wollen Zuflucht auf der „Insel der Freuden“ (Lesbos) suchen, werden aber von einem Seesturm überrascht (Schlusschor: „Andiamo, amiche, andiamo“ – „Oh, che orrore!“).

## Gestaltung

### Orchester
Die Orchesterbesetzung der Oper umfasst die folgenden Instrumente:
- Holzbläser: zwei Flöten, zwei Oboen (auch zwei Englischhörner), zwei Klarinetten, zwei Fagotte
- Blechbläser: zwei Hörner, zwei Trompeten, zwei Posaunen
- Pauken
- Harfe
- Streicher
- Basso continuo (Harfen und möglicherweise Orgel in der Schlussnummer)[2]

### Musiknummern
Die Oper enthält die folgenden Musiknummern (in eckigen Klammern die Nummern in der Haydn-Gesamtausgabe):
- [1] Ouvertüre  – für Flöte, zwei Oboen, zwei Hörner, zwei Trompeten, Pauken und Streicher (Fagott nicht eigens vorbezeichnet)

Erster Akt
- Nr. 1 [2].
  - a) Accompagnato (Euridice): „Sventurata che fo“ – Adagio; für zwei Oboen, zwei Fagotte, zwei Hörner und Streicher
  - b) Chor (TB und Euridice): „Ferma, ferma il piede principessa“ – Vivace; für zwei Oboen, zwei Fagotte, zwei Hörner und Streicher
- Nr. 2 [3].
  - a) Accompagnato (Euridice): „Che chiedate da me“ – ohne Tempobezeichnung; für Streicher
  - b) Arie (Euricide): „Filomena abbandonata“ – Adagio; für zwei Flöten, zwei Oboen, zwei Fagotte, zwei Hörner und Streicher
- a [4]. Rezitativ (zwei Choristen, Euridice, Orfeo): „Cieli! Soccorso! Aiuta!“
- Nr. 3 [5].
  - a) Accompagnato (Orfeo): „Rendete a questo seno“ – Adagio; für Harfe und Streicher
  - b) Arie (Orfeo): „Cara speme“ – Largo assai; für Flöte, zwei Oboen, zwei Fagotte, zwei Hörner und Streicher
- b [6]. Rezitativ (Chorist, Euridice, Orfeo): „O Prodigio, o stupor“
- Nr. 4. [7] Chor (TB): „O poter dell’armonia“ – ohne Tempobezeichnung; für zwei Oboen, zwei Fagotte, zwei Hörner und Streicher
- c [8]. Rezitativ (Creonte, Chorist): „Ah chi sa dirmi“
- Nr. 5 [9]. Arie (Creonte): „Il pensier sta negli oggetti“ – Andante; für Flöte und Streicher
- d [10]. Rezitativ (Orfeo, Euridice, Creonte): „Grazie agli Dei“
- Nr. 6 [11]. Duett (Orfeo, Euridice): „Come il foco allo splendore“ – Adagio; für Flöte, zwei Oboen, zwei Fagotte, zwei Hörner und Streicher

Zweiter Akt
- Nr. 7 [12]. Chor der Amoretten (SA): „Finchè circola il vigore“ – Allegretto; für zwei Oboen, zwei Fagotte, zwei Hörner und Streicher
- e [13]. Rezitativ (Orfeo, Euridice): „Adorata consorte“
- Nr. 7bis [14a]. Chor der Amoretten (wie oben mit Orfeo und Euridice): „Finchè circola il vigore“ – ohne Tempobezeichnung
  - [14b] Accompagnato (Euridice, Orfeo): „Numi, che ascolta“ – Vivace; für zwei Oboen, zwei Fagotte, zwei Hörner und Streicher
- f [15]. Rezitativ (Chorist, Euridice): „Ecco Signor“
- Nr. 8 [16].
  - a) Accompagnato (Euridice): „Dov’è“ – Adagio; für zwei Oboen, zwei Fagotte, zwei Hörner und Streicher
  - b) Arie (Euridice): „Del mio core il voto estremo“ – Largo; für zwei Englischhörner, zwei Fagotte, zwei Hörner und Streicher
- g [17]. Rezitativ (Chorist, Creonte): „Con Euridice“
- Nr. 9 [18].
  - a) Accompagnato (Orfeo): „Dov’è quell’alma audace“ – Vivace; für Flöte, zwei Oboen, zwei Hörner und Streicher
  - b) Arie (Orfeo): „In un mar d’acerbe pene“ – Allegro con spirito; für zwei Oboen, zwei Klarinetten, zwei Fagotte, zwei Hörner und Streicher
- h [19]. Rezitativ (Chorist, Creonte): „Euridice signor“
- Nr. 10 [20]. Arie (Creonte): „Mai non f(i)a inulto“ – Allegro; für zwei Oboen, zwei Trompeten, Pauken und Streicher (Fagott mit Bass nicht eigens vorbezeichnet)

Dritter Akt
- Nr. 11 [21]. Chor der Jungfrauen (2S) und Männer (2T): „Ah sposo infelice“ – Andante; für zwei Oboen, zwei Klarinetten, zwei Fagotte, zwei Hörner und Streicher
- i [22] Rezitativ (Orfeo, Creonte): „Al ciele te ne voli, anima bella“
- Nr. 11bis [23]. Chor (Jungfrauen wie oben): „Ah sposo infelice“
- k [24]. Rezitativ (Creonte, Chorist): „Che sarà mai d’Orfeo“
- Nr. 12 [25]. Arie (Creonte): „Chi spira e non spera d’amar e gioira“ – Andante; für Flöte, zwei Oboen, zwei Fagotte, zwei Hörner und Streicher
- l [26]. Rezitativ (Orfeo, Genius): „Venerata Sibilla“
- Nr. 13 [27]. Arie (Genius): „Al tuo seno fortunato“ – Allegro; für zwei Oboen, zwei Fagotte, zwei Hörner, zwei Trompeten, Pauken und Streicher
- m [28]. Rezitativ (Orfeo): „Costanza a mesi chiede“
- Nr. 14 [29]. Chor (SATB): „La giustizia in cor regina“ – ohne Tempobezeichnung; für zwei Oboen, zwei Hörner, zwei Trompeten, Pauken und Streicher
- n [30]. Rezitativ (Orfeo, Genius): „Dove me guide?“
- Nr. 14bis. Chor da capo

Vierter Akt
- Nr. 15 [31]. Chor (SATB): „Infelice ombre dolenti“ – ohne Tempobezeichnung; für Flöte, zwei Oboen, zwei Fagotte und Streicher
- o [32] Rezitativ (Orfeo, Genius): „Che ascolto, oh Numi“
- Nr. 16 [33]. Chor der Furien (TB): „Urli orrendi disperati“ – Vivace; für zwei Flöten, zwei Oboen, zwei Fagotte, zwei Hörner, zwei Trompeten, Pauken und Streicher
- p [34]. Rezitativ (Orfeo): „O Signor, che all’ombre inperi“
- Nr. 17 [35]. Chor (TB): „Trionfi oggi pieta ne compe inferni“ – Allegro; für zwei Flöten, zwei Oboen, zwei Fagotte, zwei Hörner, zwei Trompeten, Pauken und Streicher
- q [36]. Rezitativ (Pluto, Orfeo, Genius): „O della reggia mia“
- Nr. 18 [37]. Ballett/Intermezzo – Allegro; für zwei Flöten, zwei Oboen, zwei Fagotte, zwei Hörner und Streicher
- r [38]. Rezitativ (Orfeo, Genius): „Qual dolce e care note ascolto“
- Nr. 19 [39]. Chor (SATB): „Son finite le tue pene“ – Allegro; für zwei Flöten, zwei Oboen, zwei Fagotte, zwei Hörner und Streicher
- s [40]. Rezitativ (Genius, Euridice, Orfeo): „Sovvengati la legge“
- Nr. 20 [41].
  - a) Accompagnato (Orfeo): „Perduto un altra volta“ – Allegro con brio; für zwei Flöten, zwei Oboen, zwei Fagotte, zwei Hörner und Streicher
  - b) Arie (Orfeo): „Mi sento languire“ – Allegro agitato; für zwei Flöten, zwei Oboen, zwei Fagotte, zwei Hörner und Streicher
- t [42]. Rezitativ (Orfeo): „Barbaro infido amore“
- Nr. 21 [43]. Chor der Bacchantinnen (SA): „Vieni, vieni amato Orfeo“ – Allegro; für zwei Flöten, zwei Oboen, zwei Fagotte und Streicher
- u [44]. Rezitativ (Orfeo, Bacchantinnen): „Perfido, non turbati di più il mio afflitto core“
- Nr. 22 [45]. Schlusschor – ohne Tempobezeichnung; wie oben, dann zwei Hörner, zwei Trompeten, zwei Posaunen und Pauken dazu
  - [a]. „Bevi, bevi in questa tazza“
  - [b]. „Andiamo, amiche, andiamo“
  - [b]. „Oh, che orrore!“

### Libretto
Der Werktitel („Die Seele des Philosophen“) ist aus den vorhandenen Quellen nicht nachvollziehbar. Möglicherweise kann Creonte als Philosoph gedeutet werden, da dessen Arie zu den philosophischsten Texten der Oper zählt. Eine andere Theorie identifiziert den Philosophen mit Orfeo und seine Seele mit Euridice.
Es gibt im Text keine Hinweise darauf, ob Euridices Vater Creonte identisch mit dem thebanischen König Kreon aus dem Ödipus-Mythos ist. H. C. Robbins Landon hielt eher einen anderen thebanischen König aus dem Herakles-Sagenkreis für wahrscheinlich. Dieser war der Vater von Herakles’ Gemahlin Megara. Eine indirekte Verbindung zu Orpheus gibt es durch Eurystheus, der Herakles die zwölf Aufgaben auftrug und vielleicht identisch mit dem Arideo der Oper ist. Er ist in einigen Fassungen des Orpheus-Mythos für Eurydikes Tod verantwortlich.:326f Ebenfalls denkbar als Vorbild für diese Figur ist der Hirte und Imker Aristaios, der in Vergils Fassung Eurydike nachstellte. Die Figur des Genius scheint eine Erfindung Badinis zu sein.:326f Er hat Vorbilder in Hermes Psychopompos, in der cumäischen Sibylle des Aeneas-Mythos und im Jenseitsführer Vergil aus Dante Alighieris Göttlicher Komödie.
Die Schwächen des Librettos wurden in der Literatur viel diskutiert. Die Handlung hat keinen überzeugenden dramatischen Fortschritt und erscheint manchmal geradezu absurd. Orfeo kann praktisch ohne Zwischenfälle in die Unterwelt reisen. Wie auch in seinen anderen Opern scheint sich Haydn ganz auf die Kunst des Librettisten verlassen zu haben, was in diesem Fall trotz des durchaus renommierten Autors nicht gut ging.:281 Eine denkbare Erklärung wäre die Annahme, dass der Text nur unvollständig erhalten ist.

### Musik
Haydn verband in dieser Oper verschiedene Stile. Neben italienischen Koloraturarien altertümlichen Stils in Da-capo-Form gibt es lange Accompagnato-Rezitative mit ariosen Abschnitten. Eine besondere Bedeutung kommt dem Chor zu. Zum einen kommentiert er die Handlung wie der antike griechische Chor. In dieser Funktion müsste er permanent auf der Bühne präsent sein. Zum anderen nimmt er aktiv am Geschehen teil, beispielsweise in der Rolle der Furien oder der Bacchantinnen. Möglicherweise spielt hier der Einfluss des englischen Oratoriums eine Rolle.:329f Der dritte und der vierte Akt enthalten jeweils mehr Chöre als Arien. Chöre gibt es sowohl in vierstimmiger gemischter Besetzung als auch als zweistimmige Frauen- und Männerchöre. Der Schluss der Oper wird vom Frauenchor der Bacchantinnen gesungen. Gelegentlich wechseln Chor- und Soloabschnitte ab.:418f
Georg Feder bemängelte an Haydns Vertonung, dass weder Orfeo beim Betreten der Unterwelt noch Euridice bei ihrem letzten Auftritt eine Arie haben. Die von Badini hier vorgesehenen gereimten achtsilbigen Kavatinen sind lediglich als Secco-Rezitativ vertont. Andererseits wertete Haydn die im Text rezitativische Eingangsszene durch den Chor auf. Neben vielen Chorsätzen ist besonders Euridices schlichte Sterbekavatine „Del mio core“ eindrucksvoll. Da Haydn nicht wie bei seinen vorangegangenen Opern auf das kleine Orchester von Esterháza angewiesen war, konnte er eine besonders große Instrumentalbesetzung einsetzen.
Anders als in seinen früheren Werken (die jeweils in derselben Tonart anfangen und enden) verwendete Haydn hier eine progressive Tonartenfolge. Wenn man die Ouvertüre ignoriert, beginnt die Oper in Es-Dur und endet in d-Moll. Für die Figur der Euridice setzte er bevorzugt Es-Dur ein. Ihre Auftrittsarie und ihr Tod stehen ebenso in dieser Tonart wie die Trauerchöre im dritten und Orfeos Trauerszene im vierten Akt.:330
Die Musik des Amoretten-Chores „Finchè circola il vigore“ im zweiten Akt übernahm Haydn aus seiner Oper Orlando paladino.:281

## Werkgeschichte

Titelblatt der Partiturausgabe von elf Musiknummern, Leipzig 1807

Den Auftrag zu dieser Oper erhielt Haydn von dem in London lebenden Impresario und Choreografen John Gallini, der bereits 1878 eine erste briefliche Anfrage nach einer neuen Oper stellte. Als Ende 1790 durch Vermittlung von Johann Peter Salomon eine Reise Haydns in die britische Hauptstadt möglich wurde, nahm Gallini diesen Plan unverzüglich wieder auf. Er wollte mit dieser Oper und mit dem 1787 in Neapel uraufgeführten Pirro von Giovanni Paisiello das 1789 bei einem Brand zerstörte King’s Theatre am Haymarket wiedereröffnen.:254 Dieses wurde vom Prince of Wales, dem späteren König Georg IV., gefördert, stand aber in Konkurrenz zu der von dessen Vater Georg III. protegierten italienischen Oper im Pantheon.:154
Mit dem Libretto wurde der bereits seit längerem in London wirkende italienische Dichter und Journalist Carlo Francesco Badini beauftragt.:230 Sein Text basiert auf dem 9. und 10. Buch von Ovids Metamorphosen. Das tragisch-orgiastische Ende mit den Bacchantinnen entspricht den klassischen Vorlagen mehr als die glücklichen Schlusswendungen in anderen Orpheus-Opern.:326f Der Text enthielt in der ersten Fassung nur die drei Rollen von Orfeo, Euridice und dem Genius. Die Arien des Creonte kamen erst später hinzu. Haydns Honorar in Höhe von 3000 Gulden wurde vorab bezahlt. Er erhielt das Libretto kurz nach dem 8. Januar 1791. An diesem Tag schrieb er dem Fürsten Anton Esterházy:

„Das neue Opernbüchl, so ich zu komponieren habe, betitult sich Orfeo in 5 Akten, welches ich aber erst dieser Tagen erhalten werde. Dasselbe soll von einer ganz andern Art sein als jenes von Gluck. Die Prima Donna nennt sich Madam [Rosa] Lops aus München und [ist] eine Schülerin der großen [Regina] Mingotti … Primo Uomo macht der berühmte [Giacomo] Davide. Die Opera ist nur in 3 Personen, als: Madam Lops [Euridice, Sopran], Davide [Orfeo, Tenor] und einen Kastraten [Genio, Sopran], welcher aber nicht sonderlich sein sollte. Übrigens aber soll die Opera sehr mit Chören und Balletts und vielen großen Veränderungen [=Verwandlungen] verflochten sein.“

Einem späteren Brief zufolge war er mit der Sopranistin Rosa Lops nicht zufrieden. Für die später ergänzte vierte Partie des Creonte war vermutlich Francesco Albertarelli vorgesehen.
Paisiellos Pirro hatte im März eine erfolgreiche Generalprobe vor einem Publikum von 4000 Personen. Die Premiere von Haydns Oper war für den 31. Mai 1791 vorgesehen. Die Aufführung musste jedoch abgesagt werden, da König Georg III. die Lizenz für das neue Opernhaus verweigerte. Das Konkurrenz-Unternehmen am Pantheon hatte sich somit durchgesetzt. Während der ersten Probe von Haydns Oper unterbrachen Beamte die Arbeit nach vierzig Orchestertakten. Gallini durfte nur noch Konzerte und Ballette aufführen, konnte aber zumindest die für die Oper vorgesehenen Solisten einsetzen und ließ bevorzugt Werke von Haydn spielen.:154 Weil es kein gedrucktes Libretto gab und auch das Manuskript des Textes verlorenging, sind konkrete Rollen- und Szenenbeschreibungen oder Regieanweisungen nicht erhalten.
Obwohl Haydn in dem obigen Brief auf den Einsatz von Balletten hinwies, fehlen solche in der Partitur. Vielleicht wurden sie, wie damals durchaus üblich, von einem anderen Komponisten beigesteuert. Tatsächlich wurde im März 1791 in Zusammenhang mit der geplanten Premiere ein Ballett Orpheus and Euridice des böhmischen Komponisten František Vâclav Tomeš (Franz Tomich) im King’s Theatre gespielt. Wahrscheinlich war ursprünglich vorgesehen, es innerhalb der Oper aufzuführen, was dann aufgrund der Lizenzprobleme scheiterte.:282
Ein unvollständiges Autograf mit unklarer Reihenfolge der Musiknummern ist in der Preußischen Staatsbibliothek Berlin erhalten. In den Esterházy-Archiven in Budapest gibt es eine authentische Kopie mit Korrekturen und Ergänzungen von Haydn. Auch diese ist unsortiert und unvollständig, enthält aber einige der im Autograf fehlenden Stücke und Hinweise auf die Reihenfolge. 1805 bat Haydn den Verlag Breitkopf & Härtel um eine Veröffentlichung von elf Musiknummern, die er im Geheimen kopieren lassen hatte. Für die Ouvertüre war dem Kopisten nicht genug Zeit geblieben. Außerdem sind mehrere Kopien einzelner Arien überliefert, die Haydn separat verkaufte. Anhand dieser Quellen gelang es H. C. Robbins Landon und Richard Wadleigh, die Reihenfolge der Musiknummern zu rekonstruieren. Diese Arbeit war die Grundlage für die erste Schallplatteneinspielung unter Hans Swarowsky 1950 und die postume Uraufführung 1951 in Florenz. Später entdeckte Jens Peter Larsen im Pariser Konservatorium ein chronologisch sortiertes Manuskript, das vermutlich ein französischer Kopist Anfang des 19. Jahrhunderts anhand von Gallinis Autograf anfertigte. Es macht den Eindruck eines vollständigen Werks, enthält im zweiten Akt ein bis dahin unbekanntes Secco-Rezitativ und bestätigte die rekonstruierte Reihenfolge der Stücke des ersten, zweiten und vierten Akts. Lediglich im dritten Akt gab es Differenzen.:323f
Landon ging davon aus, dass die erhaltene Partitur vollständig ist. Dennoch wurden Zweifel geäußert.:324 Einem Brief Haydns vom 14. März 1791 an die befreundete Sängerin Luigia Polzelli zufolge waren fünf Akte geplant, darunter zwei sehr kurze Schlussakte. In den erhaltenen Quellen sind jedoch nur vier Akte zu erkennen. Vielleicht wurden die beiden letzten Akte zu einem einzigen zusammengefasst. Denkbar ist aber auch, dass Haydn die Arbeit abbrach, nachdem die Aufführung verboten wurde. Das von ihm üblicherweise selbst an das Ende der Partitur gesetzte Wort „finis“ fehlt bzw. stammt vom Kopisten, und der tragische Schluss scheint nicht in Einklang mit Badinis deutlich erkennbarem Rationalismus zu stehen. Vielleicht war ein abschließender Sieg der Philosophie oder eines aufklärerischen Ideals beabsichtigt. Badinis hatte großes Interesse an der Philosophie und bereits 1767 eine italienische Übersetzung der Pensées von Blaise Pascal angefertigt.
Eine Aufführung zu Haydns Lebzeiten fand nicht statt. 1806/1807 veröffentlichte Breitkopf & Härtel die bereits genannten elf Musiknummern als Klavierauszug und Partitur unter dem Titel Orfeo e Euridice. Die Allgemeine musikalische Zeitung rechnete sie „unter die schönsten, die Haydn nur jemals für Gesang geschrieben hat“. François-Auguste Gevaert publizierte die Arie des Creonte „Il pensier sta negli oggetti“ 1868 in seiner Sammlung Les gloires de L’Italie. Die rekonstruierte Fassung veröffentlichte Landon 1951 für die Haydn Society in Boston.:418 Helmut Wirth gab die Oper 1974 in der Haydn-Gesamtausgabe (Band XXV/13) heraus. Das von Georg Feder revidierte und ergänzte Libretto erschien 1982.:418
Die szenische Uraufführung gab es erst am 9. Juni 1951 beim Maggio Musicale Fiorentino im Teatro della Pergola in Florenz. Der Dirigent war Erich Kleiber. Guido Salvini führte Regie. Die Choreografie stammte von Jurek Shabelewski, die Bühne von Giulio Coltellacci. Es sangen Thyge Thygesen (Orfeo), Maria Callas (Euridice und Arie des Genius), Boris Christoff (Creonte), Julanna Farkas (Genius), Mario Frosini (Plutone) und Liliana Poli (Bacchantin).
Weitere belegbare Aufführungen waren:
- 1967: Wiener Festwochen – Inszenierung: Rudolf Hartmann;[5] mit Joan Sutherland (Euridice/Genius) Nicolai Gedda (Orfeo)[1]
- 1980: Kasseler Musiktage – konzertant.[1]
- 1982: Bern.[11]
- 1989: London, St John’s, Smith Square – konzertant; britische Premiere.[8]
- 1990: Felsenreitschule Salzburg – Produktion der Salzburger Festspiele; konzertant; Dirigent: Helmuth Rilling; mit Uwe Heilmann (Orfeo), Pamela Coburn (Euridice), Alan Titus (Creonte) und Sylvia Greenberg (Genius).[12]
- 1992: Bayreuth.[13]
- 1995: Wiener Festwochen und Opernhaus Zürich – Dirigent: Nikolaus Harnoncourt, Inszenierung: Jürgen Flimm, Bühne: Georg Tsypin; mit Cecilia Bartoli (Euridice);[5][14] auch 2001 am Royal Opera House in London unter dem Dirigenten Christopher Hogwood.[15]
- 1997: London, Queen Elizabeth Hall – konzertant; mit Kurt Streit (Orfeo), Christiane Oelze (Euridice) und Claron McFadden (Genius).[16]
- 2000: Théâtre Municipal Lausanne – Dirigent: Jonathan Darlington – mit Mark Padmore (Orfeo), Sophie Daneman (Euridice), Peter Savidge (Creonte) und Gaëlle Mechaly (Genius).[17]
- 2001: Schwetzinger Festspiele – Dirigent: Thomas Hengelbrock, Inszenierung: Achim Freyer; mit Steve Davislim (Orfeo), Elisabeth Scholl (Euridice) und Melba Ramos (Genius);[18] auch 2003 an den Wuppertaler Bühnen.[19]
- 2005: Haydn Festspiele Eisenstadt – Dirigent: Ádám Fischer, Inszenierung: Michael Schilhan, Ausstattung: Alexia Redl; mit Norman Shankle (Orfeo), Raffaela Milanesi (Euridice), Alexander Puhrer (Creonte) und Giorgia Milanesi (Genius).[20]
- 2007: Glimmerglass Festival – konzertant, stark gekürzt – Dirigenten: Antony Walker und Anne Manson; mit Norman Shankle (Orfeo), Sarah Coburn (Euridice und Genius) und Corey Crider (Creonte).[21]
- 2009: Symphony Hall Boston – konzertant; Dirigent: Roger Norrington; mit Andrew Kennedy (Orfeo), Sarah Coburn (Euridice und Genius) und Christopher Maltman (Creonte und Plutone).[22]
- 2010: City Recital Hall, Sydney – Produktion der Pinchgut Opera; Dirigent: Antony Walker, Regie: Mark Gaal, Ausstattung: Brad Clark und Alexandra Sommer; mit Andrew Goodwin (Orfeo), Elena Xanthoudakis (Euridice) und Derek Welton (Creonte).[23]
- 2023: Salzburger Pfingstfestspiele – konzertant; Dirigent: Gianluca Capuano; mit Rolando Villazón (Orfeo), Cecilia Bartoli (Euridice) und Thomas Hampson (Creonte).[24]

## Aufnahmen
- 1950 – Hans Swarowsky (Dirigent), Orchester der Wiener Staatsoper, Wiener Akademiechor.
 Herbert Handt (Orfeo), Judith Hellwig (Euridice), Alfred Poell (Creonte), Hedda Heusser (Genius), Walter Berry (Plutone), Richard Wadleight (Capitano).
 Studioaufnahme.
 MMS LP: M2030-OP18 (1 LP).[25]:6920
- 1960 – Jewgeni Akulow (Dirigent), USSR State Radio Symphony Orchestra, USSR State Radio Chorus.
 Anatoly Orfenov (Orfeo), Aleksandra Jakovenko (Euridice), Victor Selivanow (Creonte), Anatoly Blagov (Chorist).
 Studioaufnahme; Ausschnitte; russische Fassung.
 Melodija M10-40 507/509 (2 LPs).[25]:6921
- 21. Mai 1967 – Richard Bonynge (Dirigent), Wiener Symphoniker, Wiener Akademiechor.
 Nicolai Gedda (Orfeo), Joan Sutherland (Euridice), Spiro Malas (Creonte), Mary O’Brien (Genius), Walter Bachmann (Plutone).
 Live, konzertant aus Wien.
 MRF (2 LPs).[25]:6922
- August oder September 1967 – Richard Bonynge (Dirigent), Orchester und Chor der Scottish National Opera.
 Nicolai Gedda (Orfeo), Joan Sutherland (Euridice und Arie des Genius), Spiro Malas (Creonte), Mary O’Brien (Genius), Simon Gilbert (Plutone), John Graham (Capitano), Malcolm King (Seguace).
 Live, konzertant aus Edinburgh.
 Myto 2 MCD 905.29 (2 CDs), Verona 28018-9 (2 CDs), Opera d’Oro OPD 1280 (2 CDs).[25]:6923
- 29. August 1990 – Michael Schneider (Dirigent), La Stagione Frankfurt, Netherlands Chamber Chorus.
 Christoph Prégardien (Orfeo), Marilyn Schmiege (Euridice), Gotthold Schwarz (Creonte), Claron McFadden (Genius), Kees Jan de Koning (Plutone), Reina Boelens (Bacchantin).
 Live, konzertant aus Frankfurt.
 Harmonia Mundi CD: RD 77229.[25]:6924
- 1.–7. Februar 1992 – Leopold Hager (Dirigent), Münchner Rundfunkorchester, Chor des Bayerischen Rundfunks.
 Robert Swensen (Orfeo), Helen Donath (Euridice), Thomas Quasthoff (Creonte), Sylvia Greenberg (Genius), Paul Hansen (Plutone), Atsuko Suzuki (Bacchantin).
 Studioaufnahme.
 Orfeo CD: C 262 932 H.[25]:6925
- Mai 1995 – Nikolaus Harnoncourt (Dirigent), Jürgen Flimm (Inszenierung), Concentus Musicus Wien, Arnold Schoenberg Chor.
 Roberto Saccà (Orfeo), Cecilia Bartoli (Euridice), Wolfgang Holzmair (Creonte), Eva Mei (Genius), Robert Florianschütz (Plutone).
 Video; live aus Wien; Secco-Rezitative leicht gekürzt, ohne Wiederholung des Chor am Ende des dritten Akts.[25]:6926
- 13. Juli 1996 – Richard Bonynge (Dirigent), Ensemble XXI Moscow.
 Nicolai Doroshkin (Orfeo), Ludmilla Schilova (Euridice), Yuri Sarafanov (Creonte), Irina Abmanskaya (Genius), Alexander Prokhorov (Plutone).
 Live, konzertant aus Ilomantsi, Finnland.
 Olympia CD: OCD 658 A+B.[25]:6927
- Dezember 1995, Januar/April 1996 – Christopher Hogwood (Dirigent), Academy of Ancient Music, Chor der Academy of Ancient Music.
 Uwe Heilmann (Orfeo), Cecilia Bartoli (Euridice und Genius), Ildebrando D’Arcangelo (Creonte), Andrea Silvestrelli (Plutone), Angela Kazimierczuk (Bacchantin).
 Studioaufnahme, vollständig.
 Oiseau-Lyre 452 668-2.[25]:6928
- 11. Januar 2000 – Jonathan Darlington (Dirigent), Opernchor und Kammerorchester Lausanne.
 Mark Padmore (Orfeo), Sophie Daneman (Euridice), Peter Savidge (Creonte), Gaelle Mechaly (Genius).
 Live aus dem Théâtre Municipal in Lausanne.
 Radioübertragung auf hr2-kultur.[17]
- 19. Juni 2000 – Ton Koopman (Dirigent), Orchestre Philharmonique de Radio France, Les Pages et les Chantres du Centre de Musique Baroque de Versailles.
 Paul Agnew (Orfeo), Lisa Larsson (Euridice), Klaus Mertens (Creonte und Plutone), Daphné Touchais (Genius).
 Live, konzertant aus Paris.[25]:6929
- Mai 2004 – Thomas Hengelbrock (Dirigent), Achim Freyer (Inszenierung), Balthasar-Neumann-Chor und -Ensemble.
 Steve Davislim (Orfeo), Elisabeth Scholl (Euridice), Detlef Roth (Creonte), Victoria Loukianetz (Genius), Marek Rzepka (Plutone), Dorothee Mields (Bacchantin).
 Live aus Schwetzingen.[25]:6930
- 2., 4., 5. und 7. Dezember 2010 – Antony Walker (Dirigent), Orchestra Of The Antipodes, Cantillation.
 Andrew Goodwin (Orfeo), Elena Xanthoudakis (Euridice und Genius), Derek Welton (Creonte), Craig Everingham (Plutone).
 Live aus der City Recital Hall, Angel Place, Sydney.
 Pinchgut Live PG001.[26]

## Digitalisate
- L’anima del filosofo, Hob.XXVIII:13: Noten und Audiodateien im International Music Score Library Project
- Klavierauszug der elf publizierten Musiknummern. Breitkopf & Härtel, Leipzig 1806. Digitalisat im Internet Archive
- Partitur der elf publizierten Musiknummern. Breitkopf & Härtel, Leipzig 1807. Digitalisat im Internet Archive
- Analytical Notes. Haydn Society Boston, Boston 1951. Digitalisat im Internet Archive